# Erna Schilling

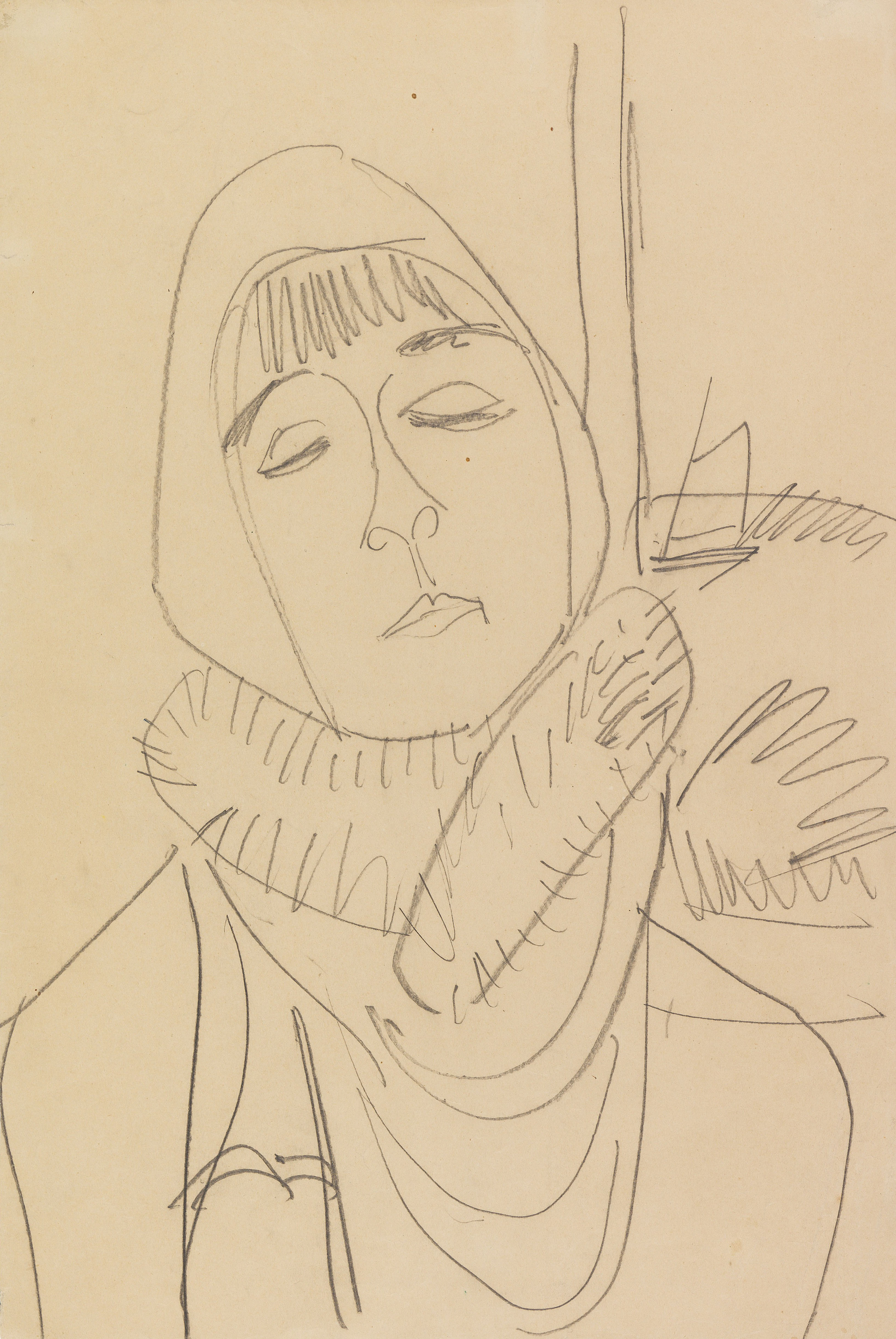
Erna Schilling omkring 1912. Teckning av Kirchner.

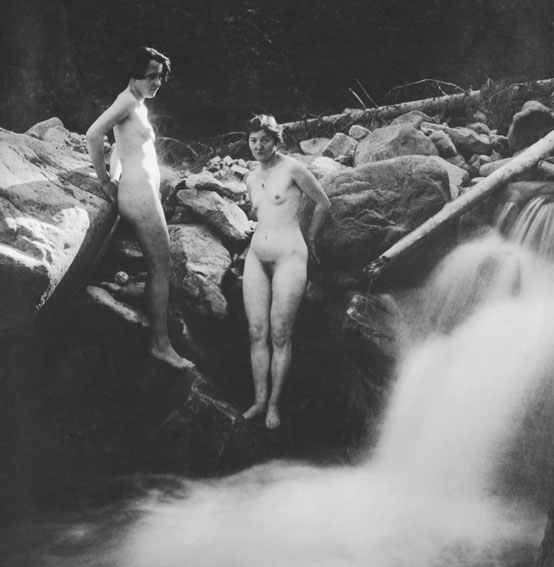
Dansaren Nina Hard och Erna Schilling badar i Suzibachtobel (Davos) sommaren 1921. Foto Kirchner.

Erna Schilling, född 1884 i Berlin, död 2 oktober 1945 i Davos, var en tysk dansare i expressionistisk tradition och konstmodell.

## Biografi
Erna Schilling var dotter till en korrekturläsare på ett bokförlag i Berlin. När hon var arton år gammal flyttade hon och hennes äldre syster Gerda hemifrån. De blev båda dansare på nattklubbar i Berlin. Vid ett möte på en dansklubb i Berlin träffade Erna Schilling den då tongivande expressionistiske konstnären Ernst Ludwig Kirchner som hon kom att inleda en relation med, som varade resten av hans liv. Hon träffade därigenom även övriga medlemmar i konstnärsgruppen Die Brücke. Hon satt även modell åt Erich Heckel och Otto Mueller och kom snabbt in i den expressionistiska konstnärsmiljön.
Mellan 1907 and 1911 hade Kirchner sommartid bott vid sjöarna i Moritzburg, där både modeller och konstnärer i konstnärsgruppen hade tagit till sig tidens naturism. De målade nakna människor i naturen.
Med deras badande och naturism, liberala sexualitet, bågskytte och bumerang-kastande, sökte de närma sig idealet i livsreformrörelsen. Vad de upplevde i handling blev grund för otaliga skisser och teckningar. I avsiktligt avståndstagande från akademiskt figurtecknande utvecklade konstnärerna i die Brücke vad de kallade 15-minuters-studier. Modellerna tvingades ändra ställning var 15:e minut. Konstnärerna skulle inte avbilda dem i detalj, bara fånga deras karaktär och uttryck (expression).
År 1911 hade Kirchner flyttat till Berlin, där han grundade en privat konstskola, MIUM-Institut, tillsammans med Max Pechstein med syftet att undervisa om modernt måleri. Men intresset var svagt och skolan stängde året därpå.
År 1912 skulle de tillbringa sommaren på ön Fehmarn, då känd för nakenbad. Både Gerda och Erna Schilling inbjöds att följa med. Erna Schilling blev därefter Kirchners ständiga följeslagare och modell och hon inredde hans ateljé och använde den för dansföreställningar. År 1913 och 1914 återbesökte flera av konstnärsgruppens medlemmar ön Fehmarn.
Erna Kirchner drabbades efter hand av mental ohälsa som från 1915 blev allt mer uppenbar. Efter 1916 finns inte systern Gerda längre kvar i gemenskapen. Från omkring 1917 skötte Erna Schilling Kirchners affärer, försäljning, utställningar m.m. År 1921 flyttade hon med honom till Oskar Kohnstamms sanatorium för neurologi i Davos i Schweiz.
Erna Schilling blev schweizisk medborgare 1937. Kirchner föreslog att de skulle gifta sig i juni 1938. Efter hans självmord senare samma år blev hon känd som ”Frau Erna Kirchner”. Hon står som ”Erna Kirchner” på parets grav.